# Neoscutopterus
Neoscutopterus là một chi bọ cánh cứng trong họ Dytiscidae.
Chi này được J.Balfour-Browne miêu tả khoa học năm 1943.

## Các loài
Chi này gồm các loài:
- Neoscutopterus angustus (LeConte, 1850)
- Neoscutopterus hornii (Crotch, 1873)